# UGC 9618

UGC 9618又被称为VV 340或Arp 302，位于牧夫座，由两个富含气体，处于撞击早期的旋涡星系组成。两个星系的气体受大质量恒星作用辐射出大量的红外线。这些大质量恒星的形成率与银河系最大、最活跃的恒星形成区相似。UGC 9618距离地球4.5亿光年远，在Arp（特殊星系图集）中排名第302。
位于北边正向我们的星系又被成为MCG +04-35-019、UGC 9618N或UGC 9618B。